# Alicenula furcabdominis
Alicenula furcabdominis is een mosselkreeftjessoort uit de familie van de Darwinulidae. De wetenschappelijke naam van de soort is voor het eerst geldig gepubliceerd in 1976 door Keyser.